# Yammer
Yammer — американская компания, создатель одноимённой службы корпоративных социальных сетей на основе Freemium-модели. Основана в 2008 году, поглощена Microsoft в 2012 году.
Платформа Yammer используется для частных коммуникаций в пределах организаций и представляется как элемент концепции Enterprise 2.0. Доступ к сети Yammer предоставляется в зависимости от интернет-домена пользователя, поэтому к соответствующим сетям могут присоединиться только лица с определёнными адресами электронной почты.

## История
Изначально платформа Yammer разрабатывалась как система внутренней коммуникации для веб-сайта по генеалогии Geni.
Компания Yammer начала работу 8 сентября 2008 года на конференции TechCrunch50. В основу сервиса легла концепция Yammer, которую в ходе работы над стартапом разработал соучредитель компании Дэвид Сакс, до 2002 года занимавший руководящую должность в PayPal. Помимо функционала для коммуникаций Yammer предоставляет сторонним разработчикам возможность создавать и продавать свои приложения для совместной работы непосредственно пользователям платформы.
Сакс, генеральный директор Yammer, заявил, что до апреля 2010 года доходы Yammer удваивались каждый квартал, однако не раскрыл доходы компании за 2009 год, отметив лишь, что они выражались семизначным числом. Сакс также сообщил, что на тот момент Yammer использовали 70 процентов компаний из списка Fortune 500.
В сентябре 2010 года службу использовали более трех миллионов пользователей и 80 000 компаний со всего мира, в том числе 80 процентов компаний из списка Fortune 500. Тогда же был запущен Yammer 2.0, и новую версию стали называть «Фейсбуком для бизнеса».
По состоянию на 12 июня 2012 года Yammer получила около 142 млн долларов инвестиций от таких венчурных организаций, как Charles River Ventures, Founders Fund, Emergence Capital Partners, Goldcrest Investments, а также от инвестора Рона Конуэя. Общее количество подписчиков сервиса приближается к 8 миллионам. Сервис используется для развития вовлечённости персонала, построения корпоративной культуры, внутренних коммуникаций.
25 июня 2012 года Microsoft приобрела Yammer за $1,2 млрд, штат включён в состав подразделения Microsoft Office в группу в подчинении Сакса. В обновлённой версии 2013 года все планы Microsoft Office 365 интегрированы с «Yammer Корпоративный», и все подписчики Office 365 получили соответствующие лицензии.